# Encalypta ciliata
Encalypta ciliata là một loài rêu trong họ Encalyptaceae. Loài này được Hedw. mô tả khoa học đầu tiên năm 1801.